# Миланс дель Боск, Хайме
Ха́йме Мила́нс дель Боск и Усси́а (исп. Jaime Miláns del Bosch y Ussía; 8 июня 1915, Мадрид — 26 июля 1997, Мадрид) — испанский военный, генерал-лейтенант сухопутных войск. Участник испанской гражданской войны на стороне Франсиско Франко и Второй мировой войны на стороне Третьего рейха. Один из руководителей попытки ультраправого переворота в Испании 23 февраля 1981 года.

## Война и служба
Родился в дворянской семье. Потомственный военный. В 1934 году поступил в Академию пехоты Толедо. Через два года примкнул к франкистам в гражданской войне. Участвовал в обороне Алькасара, был ранен при обстреле.
В 1941 году Миланс дель Боск вступил добровольцем в Голубую дивизию, воевал против СССР на стороне Германии.
В 1950—1960-х годах Хайме Миланс дель Боск служил военным атташе франкистской Испании в Аргентине, Уругвае, Чили и Парагвае. С 1971 года — на командных должностях в испанской армии. Командовал пехотной бригадой в бронетанковой дивизии «Brunete». В 1974 году — генерал-майор, в 1977 произведён в генерал-лейтенанты. Был назначен командующим III военным округом в Валенсии.

## Генерал мятежа
Генерал Миланс дель Боск придерживался крайне правых франкистских взглядов. Он был противником демократических преобразований, развернувшихся в Испании после смерти Франко в ноябре 1975. Состоял в ультраправой группировке «Бункер», выступал за восстановление диктаторского режима.
23 февраля 1981 года Хайме Миланс дель Боск поддержал военный путч подполковника Техеро. Наряду с генералом Альфонсо Армадой, Миланс дель Боск являлся одним из кандидатов на пост главы ультраправого правительства путчистов. Именно дель Боску адресовался телефонный рапорт Техеро из захваченного здания парламента: «Мой генерал, всё в порядке».
Приказом дель Боска на улицы Валенсии были выведены танки дивизии Brunete. Они взяли под контроль ключевые магистрали города и готовы были двинуться на Мадрид. Особым распоряжением командующего округом в Валенсии вводилось чрезвычайное положение и запрещались забастовки.
План путча строился в расчёте на поддержку короля Хуана Карлоса I. Однако король жёстко осудил заговорщиков. Узнав об этом, командир Brunete Хосе Хусте немедленно остановил движение дивизии. Путч Техеро был быстро подавлен. Однако Миланс дель Боск поначалу отказывался сдаться и сложил оружие лишь на следующий день. Был арестован, предстал перед судом за военный мятеж.

## Франкист до конца
3 июня 1982 года Хайме Миланс дель Боск был приговорён к 26 годам и 8 месяцам лишения свободы. Находясь в заключении, он принял участие ещё в одном военном заговоре — полковника Луиса Муньоса Гутьерреса в октябре 1982 года. Миланс дель Боск сумел встретиться с Муньосом Гутьерресом в тюрьме и обсудил план военного мятежа. Однако заговор был своевременно раскрыт и нейтрализован МВД и спецслужбой CESID.
Хайме Миланс дель Боск освободился по королевскому помилованию 1 июля 1990 года — в связи с достижением 75-летнего возраста. Проживал в Мадриде, где и скончался семь лет спустя. Согласно своему завещанию, похоронен в Толедском алькасаре.
До конца жизни Хайме Миланс дель Боск сохранял верность франкистским убеждениям. Он никогда не выражал раскаяния в своих действиях 23-24 февраля 1981 года.